# 海天級防護巡洋艦
海天級防護巡洋艦（ハイテンきゅうぼうごじゅんようかん）とは清国の北洋艦隊が第一次世界大戦前に就役させた防護巡洋艦の艦級で2隻が就役した。

## 概要

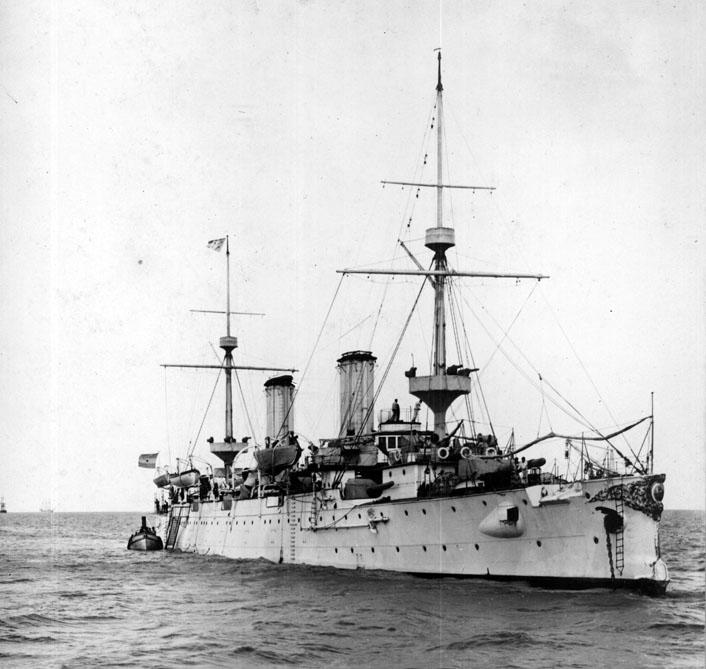
本型と同時期に建造されたアルゼンチン防護巡洋艦「ブエノス・アイレス」。

本級は清国海軍が日本海軍に対抗してイギリスのアームストロングに発注した艦級である。いわゆるエルジック・クルーザーの仲間であり、フィリップ・ワッツの設計でエルジック造船所にて2隻が建造された。設計は同時期にアルゼンチン海軍向けに建造された「ブエノス・アイレス」の改良型であった。1隻当たりの価格は328,242ポンド。建造途中で日清戦争が勃発したために戦力化は間に合わなかったものの、同戦で失われた定遠級に替わる艦隊の中核として清国海軍から中華民国海軍で使用された。

## 艦形

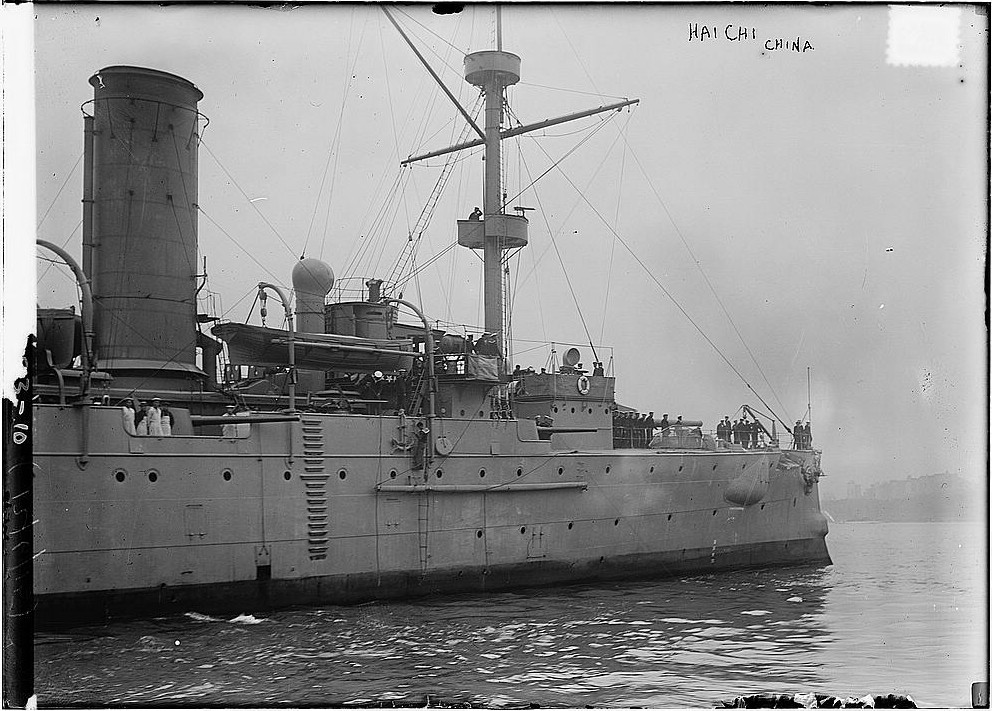
1911年に撮られた「海圻」の中央部。

本型の船体形状は乾舷の高い平甲板型船体で艦首水面下に衝角の付く艦首から艦首甲板上に「アームストロング 20.3cm（45口径）速射砲」を防盾の付いた単装砲架で1基、その背後から上部構造物が始まり、前部探照灯台を基部として前部ミリタリー・マストが立ち、前後のミリタリー・マストには頂上部と中部の2段の見張り所が設けられていた。マストの背後に下部に司令塔を組み込んだ操舵艦橋の両脇には船橋（ブリッジ）が設けられていた。
船体中央部に2本煙突が立ち、煙突の周囲は煙管型の通風筒が立ち並ぶ艦載艇置き場となっており、2本1組のボート・ダビッドが片舷3組ずつ計6組で運用された。後部ミリタリー・マストと後部見張り所で上部構造物が終了し、そこから一段分下がった後部甲板上に後ろ向きで2番主砲が1基配置された。
舷側甲板上には副砲の「12cm（40口径）速射砲」が防盾の付いた単装砲架で等間隔に片舷5基ずつ計10基が配置された。対水雷艇用に4.7cm速射砲が4基が前後ミリタリー・マスト中段の見張り所に2基ずつと、舷側部には片舷に艦首と艦尾に1基ずつと船体中央部に4基ずつの計12基を配置していた。この武装配置のため艦首尾方向に最大で20.3cm砲1門・12cm砲2門・4.7cm砲3門が、舷側方向に最大で20.3cm砲2門・12cm砲5門・4.7cm砲6門が指向できた。

## 武装

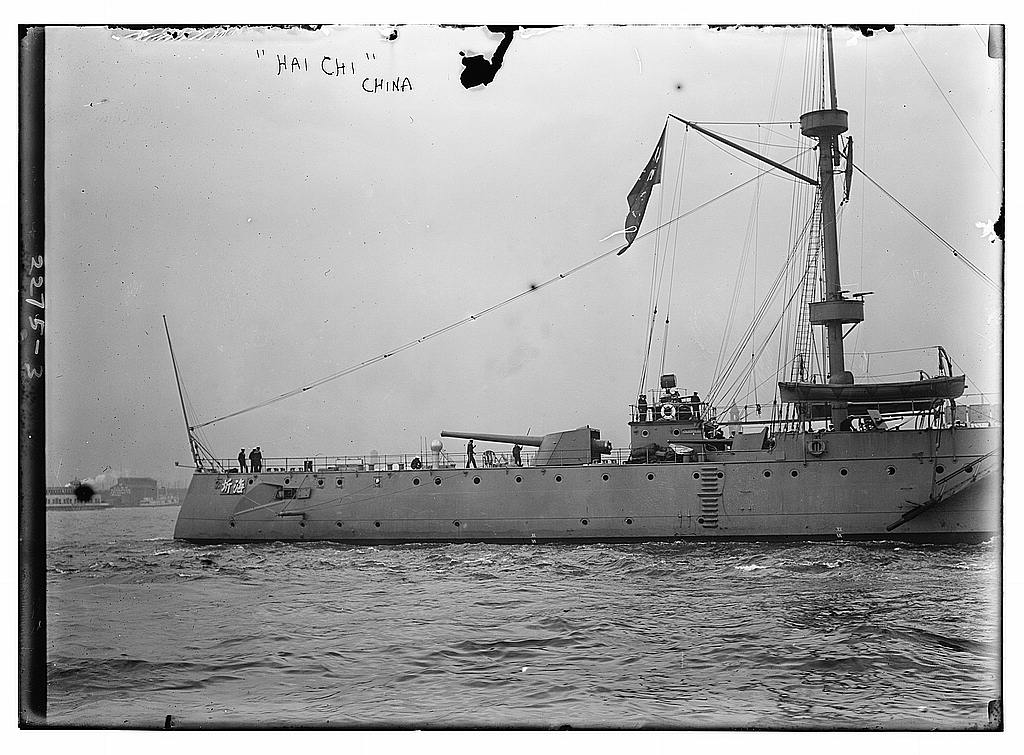
1911年に撮られた「海圻」の艦尾部。後部甲板上に防盾の付いた20.3cm単装砲と舷側部に12cm速射砲が見える。

### 主砲
主砲はアームストロングが開発した「1893年型 20.3cm（45口径）ライフル砲」を採用、重量116kgの砲弾を、最大仰角30度で18,000mまで届かせられる性能であった。この砲を防盾の付いた単装砲架で前後に1基ずつ配置された。砲架の俯仰能力は仰角30度・俯角5度である。旋回角度は左右150度の旋回角度を持つ、主砲身の俯仰・砲塔の旋回・砲弾の揚弾・装填は補助に人力を必要とした。発射速度は1分間に2発であった。

### その他の備砲・水雷兵装
副砲はアームストロングが開発した「1884年型 12cm（40口径）速射砲」を採用した。その性能は36.5kgの砲弾を、最大仰角20度で9,050mまで届かせられた。この砲を単装砲架で片舷5基ずつ計10基を舷側配置した。俯仰能力は仰角20度・俯角3度である。旋回角度は360度の旋回角度を持つが実際は上部構造物により射界に制限を受けた。砲架の俯仰・旋回・砲弾の揚弾・装填は主に人力を必要とした。発射速度は1分間に5〜6発であった。
他に対水雷艇迎撃用に「オチキス 4.7cm（43口径）速射砲」を単装砲架で12基搭載した。他に対艦攻撃用に45.7cm魚雷発射管を単装で艦首に1基と舷側に片舷2基ずつの計5基を搭載した。
1920年に「海圻」のみ4.7cm砲4門を撤去し、代わりに対空火器としてマキシム 3.7cm（32口径）機関砲4基を搭載した。

## 防御
本型は防護巡洋艦のために舷側部には装甲板はなく、代わりに石炭庫を設けることで敵弾や浸水を石炭で食い止める防御様式となっていた。このため敵弾や浸水を甲板上で食い止めるために主甲板はハーヴェイ鋼で覆われ、平坦部は37-76mm、傾斜部は127mm装甲が張られていた。また、主砲の防盾は前盾が114mmで他は102mmm装甲であった。

## 同型艦
- 海天 (Hai Tien)
エルジック造船所にて1896年11月11日起工、1897年11月25日進水、1898年1月16日竣工。1899年に就役。1904年4月16日に江蘇省星島沖で座礁沈没。
- 海圻 (Hai Chi)
エルジック造船所にて1896年11月11日起工、1898年1月24日進水、1898年竣工。1899年5月10日に就役。1911年4月11日にジョージ五世戴冠記念観艦式に参列。1937年9月15日に日本海軍の爆撃機の空襲により撃沈。1959年-1960年浮揚後、解体処分。